# Bengü
Bengü Erden dite Bengü, née le 23 avril 1979 à Izmir, est une chanteuse de pop turque.

## Discographie
- Hoş Geldin  (Bienvenue) (2000)

 (Juillet 2000)
1. Sen Bir Çiçeksin
2. Hoş Geldin
3. Güller Yanıyor
4. Puslu Gemi
5. Hep Yanındayım
6. Annem Dudağıma Bal Sürmüş
7. Rüya
8. Sevme Beni
9. Akşama Görüşürüz
10. Güller Yanıyor Remix

- Bağlasan Durmam (2005)

 (Mai 2005)
1. Gel Gel
2. Korkumdan Ağladım
3. Bağlasan Durmam
4. Git
5. Ciddi Ciddi
6. Müjde
7. Beyaz Atlı Prens
8. Ucuz Mumlar
9. Elmanın Yarısı
10. %80 Arsızım
11. Gel Gel (Azeri Versiyon)

- Taktik (2007)

 (Juin 12, 2007)
Korkma Kalbim est en duo avec Serdar Ortaç.
1. Korkma Kalbim (R&B Club Versiyon)
2. Korkma Kalbim (Video Versiyon)
3. Kalbim (Slow Versiyon)
4. Kalbim (Duby Mix)
5. Taktik
6. Bay Yanlış
7. Unut Beni
8. Aşk Marka Silahım
9. Yolcu
10. Sensiz Meyve Soyar Mıyım?
11. Sensiz Kaldım
12. Mutlu Musun Güzelim

- Gezegen (2008)

1. Gezegen
2. Doya Doya Tat
3. Yalan
4. Disco Yalan
5. Ağız Alışkanlığı
6. Telafi
7. Tek Başına
8. Hala
9. Disco Tat
10. Remix Yalan
11. Tek Başına Greek
12. Tek Başına New Sound
13. Telafi Greek
14. Karaoke Yalan
15. Karaoke Ağız Alışkanlığı

- İki Melek (2009)

Les deux versions de la chanson İki Melek sont de Serdar Ortaç. Özetle Ben Aşığım est de Yalın.
Bengü a elle composé les chansons Sen Yoksan et Ayrılık Hazırlığı.
1. İki Melek
2. Kocaman Öpüyorum
3. Özetle Ben Aşığım
4. Bu Yazı Bir Kenara Yaz
5. Gelen Seni Soruyor
6. Biz Mi Ayrıldık?
7. Sen Yoksan
8. Aşk Mevsimi
9. Elveda
10. Ayrılık Hazırlığı
11. İki Melek (Club Versiyon)

- Sırada Sen Varsın (2010)

1. Sırada Sen Varsın
2. Sırada Sen Varsın (Clup Mix)
3. Sırada Sen Varsın (Volga Tamoz Versiyon)
4. Yalansın
5. Yalansın (Piano Versiyon)

Dört Dörtlük (2011)
1. Aşkım
2. Saat 03.00
3. Kadar
4. Son Nokta
5. Cesaret
6. Kalbim Affetsin
7. Kalbi Olan Ağlıyor
8. Çetele
9. Veda
10. Dört Dörtlük'

## Vidéo Clips
- Sen Bir Çiçeksin
- Güller Yanıyor
- Gel Gel
- Korkumdan Ağladım
- Bağlasan Durmam
- Ciddi Ciddi
- Müjde
- Korkma Kalbim (Ft. Serdar Ortaç)
- Unut Beni
- Gezegen
- İki Melek
- Kocaman Öpüyorum
- Gelen Seni Soruyor
- Sırada Sen Varsın
- Aşkım
- Saat 03.00
- Yaralı Yeni